# 新城市立千郷中学校
新城市立千郷中学校（しんしろしりつちさとちゅうがっこう）は愛知県新城市杉山にある公立中学校。

## 概要
千郷小学校に隣接。創立時から一小学校区のみで学区が構成されている。

## 沿革
- 1947年（昭和22年）
  - 4月18日 南設楽郡千郷村立千郷中学校として現在地に開校
  - 7月14日 校章を制定
  - 10月21日 千郷学校父母教師会が発足（小中合同のPTA）
- 1952年（昭和27年）12月15日 学校文集「どうめき」を創刊
- 1958年（昭和33年）11月1日 市制施行により新城市立千郷中学校と校名変更
- 1978年（昭和53年）3月28日 少年消防クラブが全国表彰を受ける
- 1983年（昭和58年）8月25日 校舎改築工事竣工（鉄筋4階建，南・北校舎及び用務員棟・自転車置き場）
- 1987年（昭和62年）11月23日 開校40周年記念式典，同窓会発足
- 1990年（平成2年）11月9日 生徒会主催文化祭を「どうめき祭」と改称する
- 1994年（平成6年）2月23日 西部複合施「ちさと館」竣工（体育館・武道場・部室・公民館）
- 1997年（平成9年）11月1日 創立50周年記念式典
- 2011年（平成23年）9月1日 釜石市立釜石東中学校へ、全校生徒で寄せ書きした横断幕を贈る

## 生徒
生徒数は361名（平成24年5月1日現在）、クラス数は13（普通学級11、特別学級2）。

## 通学区域
千郷小学校の学区

## 教育目標
「しなやかな心　じょうぶな体　かしこい頭」を備えたたくましい生徒を育成する

## 部活動
- 野球
- ソフトボール（女子）
- ソフトテニス（男子・女子）
- バスケットボール（男子・女子）
- 弓道
- バレーボール（男子・女子）
- 卓球（男子・女子）
- 剣道（男子・女子）
- 芸術
- 吹奏楽
- 特設陸上・駅伝

## アクセス
- 豊鉄バス新豊線、新城市Sバス作手線 千郷小学校前バス停下車